# Plestan
Plestan är en kommun i departementet Côtes-d'Armor i regionen Bretagne i nordvästra Frankrike. Kommunen ligger i kantonen Jugon-les-Lacs som tillhör arrondissementet Dinan. År 2022 hade Plestan 1 637 invånare.

## Befolkningsutveckling
Antalet invånare i kommunen Plestan
Referens:INSEE